# マカオの区章
本項目では、マカオの区章について説明する。
現在マカオ(中華人民共和国マカオ特別行政区)で使用されている区章は、マカオが中国に返還された1999年12月20より使用されている。

## デザイン
紋章は円形であり、マカオの国旗と同じデザインが用いられている。緑色の地にマカオの象徴である蓮と、マカオと本土のつながりを示すタイパ橋、海、そして上部には五芒星が描かれている。
外を囲む白いリングには繁体字で「“中華人民共和國澳門特別行政區”」(中華人民共和国マカオ特別行政区)と刻まれており、
下部にはアルファベットで「MACAU」と刻まれている。

## 歴史
ポルトガルによってマカオに初めて紋章が作られた時のものは、ヨーロッパの伝統的なスタイルを受け継ぐものであった。最初に作られた紋章は、ポルトガル王国の紋章を使用している。最初の紋章は19世紀末まで使用された。
次に作られた紋章は、右上に中国の象徴である龍をあしらったものであり、1999年のマカオ返還まで使われた。

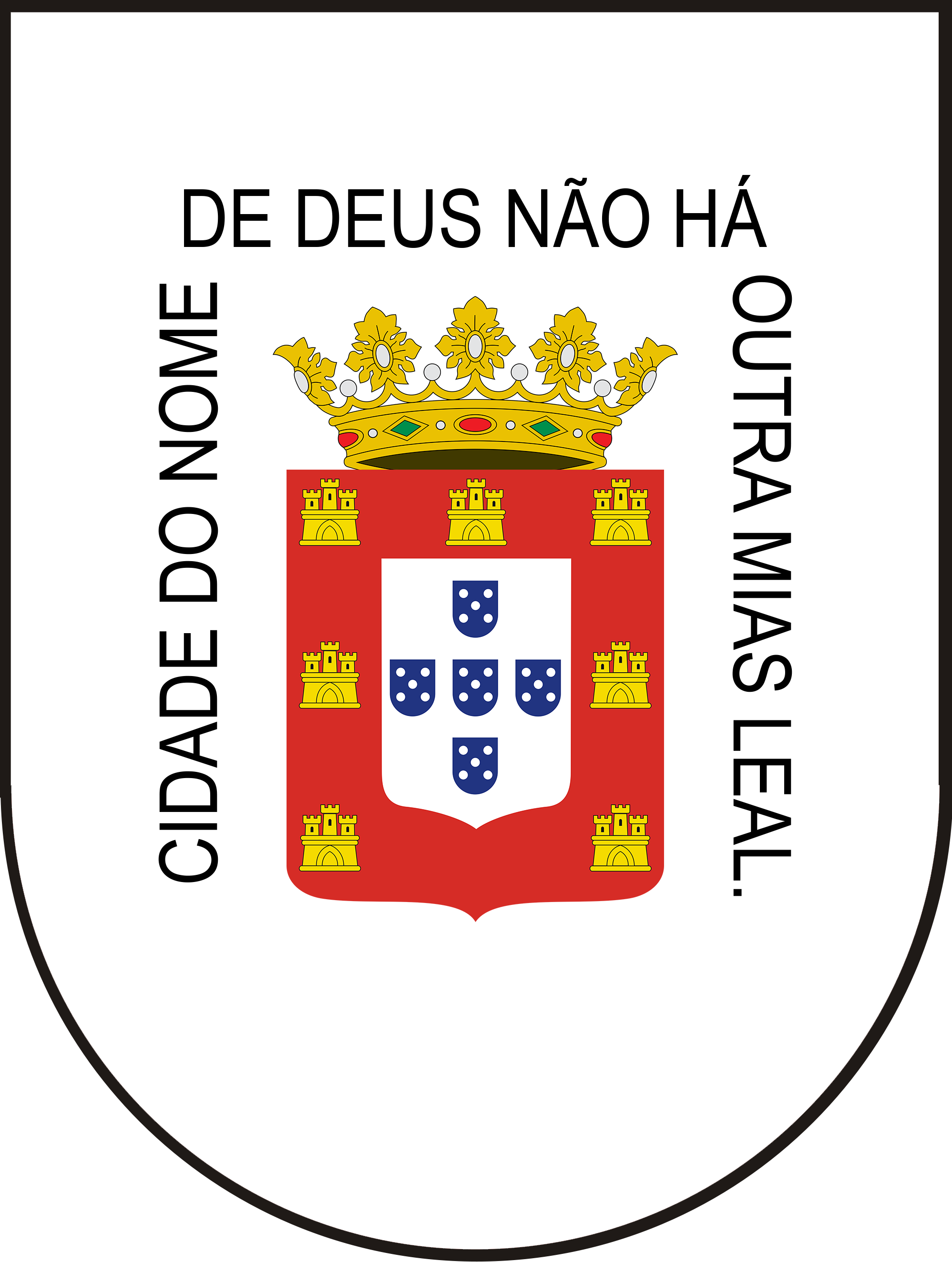
最初の紋章
二つ目の紋章
1935年から1951年までの大紋章
1951年から1976年までの大紋章
1976年から1999年までの大紋章
簡略化された小紋章